# 第五號屠宰場 (電影)
《第五號屠宰場》（英語：Slaughterhouse-Five）是一部1972年美國科幻劇情片，由乔治·罗伊·希尔執導，Stephen Geller編劇，改編自库尔特·冯内古特的同名1969年小說。Michael Sacks飾演不停穿梭時空的主人翁比利，本片以非線性敘事和交叉剪接的方式敘說他的故事。
本片於第25屆坎城影展上首映並角逐金棕榈奖，最後贏得評審團獎。本片也是雨果獎最佳戲劇表現獎得主和首屆土星獎最佳科幻電影得主。原著作者冯内古特對本片讚賞有加。

## 外部連結
- 互联网电影数据库（IMDb）上《第五號屠宰場》的资料（英文）
- 爛番茄上《第五號屠宰場》的資料（英文）
- AllMovie上《第五號屠宰場》的资料（英文）
- 美国电影学会目录上的《第五號屠宰場》（英文）